# Rincón de Chámacua
Rincón de Chámacua är en ort i Mexiko.   Den ligger i kommunen Coyuca de Catalán och delstaten Guerrero, i den södra delen av landet, 210 km sydväst om huvudstaden Mexico City. Rincón de Chámacua ligger 283 meter över havet och antalet invånare är 496.
Terrängen runt Rincón de Chámacua är huvudsakligen kuperad, men åt nordost är den platt. Runt Rincón de Chámacua är det ganska glesbefolkat, med 22 invånare per kvadratkilometer. Närmaste större samhälle är Ciudad Altamirano, 12,3 km norr om Rincón de Chámacua. Omgivningarna runt Rincón de Chámacua är en mosaik av jordbruksmark och naturlig växtlighet.